# Die Tintenfische aus dem zweiten Stock
Die Tintenfische aus dem zweiten Stock ist eine tschechoslowakische Kinderserie von 1986.
Die Serie entstand 1986 als Koproduktion des tschechoslowakischen Fernsehens mit dem WDR, dem Schweizer, österreichischen, französischen und portugiesischen Fernsehen. Im Mittelpunkt stehen zwei Knetfiguren in Gestalt eines grünen und eines blauen Kraken, die sich bewegen und sprechen können. Damit wird eine Idee aus der Serie Luzie, der Schrecken der Straße aufgegriffen.

## Handlung
Die vierköpfige Prager Familie Holan fährt nach Portugal in den Urlaub, an einen Strand am Cabo da Roca. Der Strand ist nach einem Tankerunglück verseucht. Vor der Küste entdecken zwei Meeresforscher in einem Forschungs-U-Boot ihnen unbekannte Lebensformen. Den Meeresforschern gelingt es, die Lebensformen einzufangen, doch diese können sich vom Forschungsschiff ins Wasser retten und werden an den Strand gespült. Die Kinder Eva und Hansi finden eine seltsame Masse in den Farben blau und grün. Da die Masse an Knetmasse erinnert, formen sie einen blauen und einen grünen Tintenfisch. Die Masse hat jedoch ein Eigenleben und die beiden Tintenfische beginnen zu sprechen und sich fortzubewegen. Zudem können die Tintenfische mit ihren Tentakeln lesen, wobei jedoch die Buchstaben bei der Berührung verschwinden. Die Familie muss ihren Urlaub abbrechen, da sie verbotenerweise am gesperrten Strand geparkt und die Polizisten als Idioten beleidigt hat. Dadurch ist ihr Urlaubsgeld futsch und sie müssen die Heimreise antreten.
In Prag helfen die Tintenfische Eva und Hansi die Ehe der Eltern Andrea und Jan zu kitten. Dabei sorgen sie mit ihrer Fähigkeit, Elektrizität zu produzieren, für weitere mysteriöse Ereignisse wie Klaviere, die in die Moldau fliegen. Einige Nachbarn glauben an die Rückkehr des Golem. Das Forscherteam versucht, die Tintenfische wiederzufinden, da mit der gesamten Masse mehr als eine Großstadt mit Elektrizität versorgt werden könnte.
Während einer Zaubertrickdarstellung der Kinder mit den Tintenfischen als Requisiten entdecken die Tintenfische im Publikum den Meeresforscher aus dem Forschungs-U-Boot.
Nach Weihnachten erhält der Vater einen Speditionsauftrag einer Warenlieferung ans Meer. Die Kinder nutzen die Gunst der Stunde, um die Tintenfische wieder zurück ins Meer zu führen. Der Meeresforscher verfolgt die Familie unbemerkt. Als die Tintenfische den Meeresforscher am Hafen entdecken, starten sie den Motor des Lastwagens und fliehen mit Hilfe von Hansi, der den Lastwagen steuert. Auf der Flucht kommt der Lastwagen von der Straße ab, weil die Tintenfische nicht in einen Schwarm Vögel fahren wollen. Die Kinder bleiben dabei unverletzt. Eva verhindert einen Brand des Motors mit einem Löschmittel, welches jedoch mit den Tintenfischen in Berührung kommt, woraufhin diese langsam ihre Gestalt verlieren. Die Kinder formen die Tintenfische in Vögel um, kurz bevor die Eltern und der Meeresforscher eintreffen. Der Meeresforscher sieht das Löschmittel und die weinenden Kinder und vermutet, dass sich die Tintenfische aufgelöst haben, und fährt weg. Die Tintenfische fliegen am Ende des Films im Sonnenuntergang Richtung Meer.

## Erstausstrahlung
In Deutschland lief die Reihe als Weihnachtsserie zwischen dem 21. und 28. Dezember 1986 im ersten Programm der ARD.

## Kinoversionen
Die Serie wurde auf zweimal 99 Minuten zusammengeschnitten ins Kino gebracht: 1987 unter dem Namen „Die Kraken aus dem zweiten Stock“ und ein zweites Mal 1989 unter dem Namen „Fröhliche Weihnachten wünschen die Kraken“.